# Institut Nova Història
El Institut Nova Història (en castellano «Instituto Nueva Historia», INH) es una fundación cultural con sede en Arenys de Munt (provincia de Barcelona, España) dedicada a la pseudohistoria y la investigación en este ámbito. La fundación, que parte de la premisa de que la historia de Cataluña ha sido sistemáticamente manipulada y ocultada desde los siglos XV-XVI, pretende «recuperar y divulgarla, para reescribir la auténtica historia de Cataluña y crear un nuevo concepto histórico entre los catalanes».  Para conseguirlo, promociona la investigación, el estudio y la divulgación mediante publicaciones, conferencias, documentales y simposios de su visión de la historia catalana. Ello les ha llevado a crear una «historia propia» cuyas tesis, «más o menos pintorescas», son rechazadas en ámbitos académicos. Alberto Reig Tapia, de la Universidad Rovira i Virgili, considera que sus miembros no hacen historia sino historietografía. Josep Maria Colomer, de la Universidad de Georgetown, los ha denominado «sátiros historietistas».

## Origen y desarrollo
El Instituto se creó en 2007 como una escisión de la Fundació d'Estudis Històrics de Catalunya. Sus fundadores y dirigentes fueron Albert Codines y Jordi Bilbeny. Desde el mismo momento de su fundación, el Instituto ha asumido el estudio y la divulgación de la pretendida nacionalidad catalana de Cristóbal Colón, Miguel de Cervantes, Calderón de la Barca y William Shakespeare, El lazarillo de Tormes, Erasmo de Róterdam, el Gran Capitán, Ponce de León, Américo Vespuccio, Nicolás Copérnico, Hernán Cortés, la Antigua Roma, los últimos defensores de Constantinopla, y Tartessos todos temas defendidos por Bilbeny.
En su declaración de principios, Qui som ('Quiénes somos') se decía lo siguiente (en catalán):

El Institut Nova Història es una Fundación de estudios e investigación sobre la tergiversación de la historia que Cataluña y los aniguos reinos de la corona catalano-aragonesa padecieron -y padecen todavía-, por parte de la corona castellana, corona que acabó apropiándose del poder de la monarquía hispánica. Nuestro método de trabajo consiste en realizar propuestas y desarrollos a partir de una actitud de mente abierta, rechazando el dogma o la doctrina y expresando una combinación específica de cualidades de rigor como son el método interdisciplinar y el enfoque global.

En cuanto a los actos públicos y de divulgación, desde su creación, el Instituto ha apoyado y organizado, junto con el ayuntamiento de Arenys de Munt, los Simposis sobre la descoberta catalana d'Amèrica que se celebran desde 2001, en los que ponentes, generalmente aficionados a la historia de todas las ramas laborales, muestran desinteresadamente sus investigaciones sobre la catalanidad del Descubrimiento de América. En 2013 el Instituto organizó la primera Universitat Nova Història en Pla de l'Estany, con el patrocinio de la Diputación de Gerona, el ayuntamiento de Arenys de Mar, el Cercle Català de Negocis, asamblea.cat, el Consejo Comarcal del Pla de l'Estany y la Fundació Catalunya Estat. El Instituto ha colaborado con la Asamblea Nacional Catalana en la realización de conferencias sobre la historia de Cataluña, como la ofrecida por Víctor Cucurull en junio de 2013 en Navás.

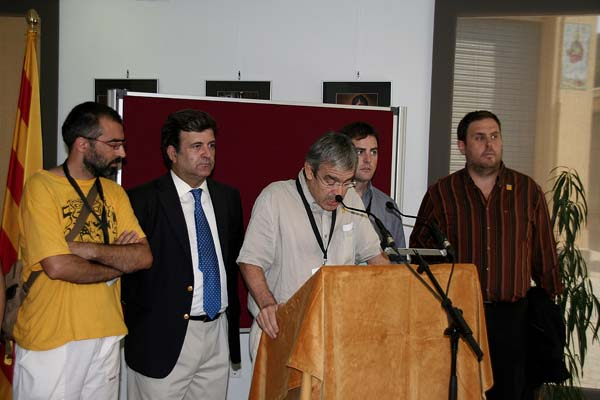
Comisión evaluadora de la consulta de Arenys de Munt. De izquierda a derecha, Jordi Bilbeny, Alfons López Tena, J.M. Ximenis, Uriel Bertran y Oriol Junqueras (presidente de ERC).

En octubre de 2013, el Instituto fue premiado con el XIX Premi Nacional President Lluís Companys, entregado por Esquerra Republicana de Catalunya de Sants-Montjuïc, «por su labor de investigación, estudio y divulgación de la historia de Cataluña, con un carácter iconoclasta e innovador, explotando al máximo las posibilidades de interacción, participación e internacionalización de los estudios, y por su compromiso con el conocimiento de la historia de Cataluña». El Instituto ha recibido el apoyo de diversos intelectuales y políticos catalanes, como la escritora Isabel-Clara Simó, Josep Rull (secretario de Organización de Convergencia Democrática de Cataluña), Carles Campuzano (diputado en el Parlamento por CiU), Alfons López Tena (exdiputado en el Parlament por Solidaritat Catalana), Ramon Tremosa (eurodiputado y cabeza de lista a las elecciones europeas por CiU), Josep Mª Terricabras (eurodiputado y cabeza de lista a las elecciones europeas por ERC), Núria Cadenas (Presidenta de Solidaritat Catalana), Miquel Selláres (histórico dirigente de CDC), Toni Strubell (exdiputado en el parlamento catalán por Solidaritat Catalana), Assumpcio Maresma (periodista y exjefa de prensa del Departamento de Cultura de la Generalidad), Jaume Manel Oronich (exdiputado en Parlamento catalán por CiU),  Joan Rabasseda (alcalde de Arenys de Munt por ERC), Estanis Fors (alcalde de Arenys de Mar por CiU).
En julio de 2013 el expresidente de la Generalidad de Cataluña, Jordi Pujol, envió una carta al Institut en la que les agradecía a sus miembros que le hubieran hecho llegar el libro Descoberta i conquesta Catalana d'Amèrica. Una història reescrita pels castellans ('Descubrimiento y conquista Catalana de América. Una historia reescrita por los castellanos'), de Enric Guillot y los felicitaba por «el trabajo, el buen trabajo que hacen» y los animaba «a continuar en la misma línea». «Son libros muy convincentes. Poco a poco van haciendo mella». Por su parte el exvicepresidente del Gobierno catalán, Josep Lluís Carod-Rovira, participó en la presentación de la reedición del libro Brevísima relación de la destrucción de la historia de Jordi Bilbeny, afirmando durante la presentación:

Lo que explica este libro es tan heavy metal que parece imposible. Y al leerlo, acabas cuestionando la verdad oficial del descubrimiento de América. Los que no conocíamos la tesis que difunde Bilbeny, y con la que poco a poco nos ha ido haciendo cómplices, sorprende la magnitud de la operación. Es muy bestia lo que se explica en el libro, porque se borra todo rastro, por minúsculo que sea, de la catalanidad del Descubrimiento
Josep Lluís Carod-Rovira (2014)

El congreso realizado en 2015 por el INH en Arenys de Mar, con el título El Descubrimiento catalán de América, fue financiado por los ayuntamientos de Arenys de Mar y Arenys de Munt, junto con asociaciones como el Ateneu Independentista de Arenys de Munt. Fue clausurado por Muriel Casals, diputada de Junts pel Sí, con una conferencia titulada «Del pasado borrado a la independencia política».

Las tesis del Instituto han sido criticadas por la portavoz de Ciudadanos, Carina Mejías, que comentó «Asegurar que hay una teoría de la conspiración para tapar el origen catalán de Colón  roza el ridículo, el Institut Nova Història debería pensárselo dos veces antes de decir cosas como esas». En una entrevista el escritor Juan Marsé declaró en enero de 2015: «Bueno, aquí ahora te encuentras cosas tan ridículas como ciertos historiadores catalanes que están revisando las relaciones con España y están reinventando, contando mentiras. Algunos pretenden que Santa Teresa de Ávila era catalana. En contrapartida yo estoy descubriendo, y va a ser un disgusto para ellos, que Xavier Cugat era murciano. Quiero decírselo al conseller de Cultura, Ferran Mascarell. Y el famoso torero Mario Cabré tampoco era catalán, era andaluz. Ya de chaval, había quien decía en el barrio que Walt Disney era catalán». El escritor Eduardo Mendoza, cuando se le dijo ese mismo año que había gente que se había creído que el Quijote había sido escrito originariamente en catalán, respondió: «Es absurdo. ¿Qué pasó con el original y como se decía en catalán aquello de: “En un lugar de la Mancha…”? Y si pasaba en La Mancha, ¿cómo se llamarían los personajes en catalán? De vez en cuando sale uno que dice que una gran figura era un cripto catalán: Cervantes, Colón o Walt Disney. En el caso de Cervantes, argumentan que se llamaba Miquel Sirvent y que se castellanizó el nombre porque era judío converso. ¡No perdamos un minuto más con esto!».
Javier Barraycoa, Vicerrector de la Universidad Abad Oliva CEU y anteriormente Vicedecano de Ciencias Políticas y de la Administración, exsecretario del partido Comunión Tradicionalista Carlista en Cataluña y autor de diversos ensayos sobre el nacionalismo, afirmó que el Instituto «está totalmente subvencionado por la Generalitat de Cataluña» y que «no tiene absolutamente ningún reconocimiento en el mundo académico [...] Son amateurs de la historia a los que está utilizando la Generalitat para crear un clima nacionalista de que todo es catalán y Cataluña, pero a esta gente no les han invitado a un congreso serio nunca porque es imposible que puedan defender estas cosas [...] se agarran a clavos ardiendo para lanzar teorías que no han sido contrastadas, simplemente propaganda e intoxicación nacionalista, que producen risa o ganas de llorar».
En 2019, el periódico El Confidencial informó de que el Gobierno catalán estaría financiando la asociación a través un entramado de empresas cuyo nexo es el director del Institut Nova Història. Hasta seis millones de euros habrían ido a parar a este entramado en los últimos dos años. En marzo de 2020, el vicepresidente del Gobierno catalán, Pere Aragonès, declaró en una respuesta en sede parlamentaria que desde 2012 la Generalidad de Cataluña había financiado con fondos públicos por un valor de 3 millones de euros a 2 empresas vinculadas al INH, cuyo titular es Albert Codinas.
En agosto de 2019 el portavoz en el Congreso de los Diputados de Esquerra Republicana de Catalunya Gabriel Rufián en un tuit consideró al Institut como un ejemplo de pseudohistoria y de pseudociencia equiparándolo al terraplanismo y al antivacunismo. «Ya vale de dar excusas a quienes nos quieren pequeños, ridículos, enfadados y perdiendo», escribió Rufián. Sobre este tuit Alberto Reig Tapia ha comentado: al señor Rufián, «finalmente, se le han abierto los ojos y ha comprendido que semejante entidad hace más daño que bien a la causa independentista».

## Miembros y fundadores

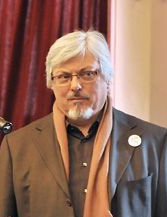
Víctor Cucurull en 2011

En un artículo publicado en El Español el 29 de octubre de 2017 se decía que los miembros del Institut «no cuentan con el respaldo de ningún historiador de prestigio, ni en Cataluña ni fuera de ella. Ninguno de los miembros de su equipo ha publicado una tesis doctoral. Quienes figuran como investigadores de la fundación son, entre otros, un ingeniero industrial, un filólogo, un graduado en historia y un periodista local».
El principal publicista —además de fundador— del Institut Nova Història es Jordi Bilbeny (nacido en Arenys de Mar, el 14 de octubre de 1961). Bilbeny es licenciado en Filología catalana por la Universidad Autónoma de Barcelona y ha sido profesor de catalán para adultos en el Consell Islàmic Cultural de Catalunya y en el Centre Penitenciari de Dones de Barcelona (Wad-Ras), entre otros lugares. Fue quien inició el Simposi sobre la descoberta catalana d'Amèrica en 2001. Bilbeny es miembro del Moviment Arenyenc per l'Autodeterminació, un movimiento independentista local, y el CUP de Arenys de Munt, y fue uno de los organizadores de la Consulta sobre la independencia de Cataluña en Arenys de Munt, de la que compuso el himno. Según Bilbeny, la «supresión del pasado colectivo» de Cataluña comenzó en el siglo XV. «Desde entonces, la inquisición, la corona, el estado o el Vaticano —en cualquier país que hemos tenido presencia [los catalanes]— han promovido toda clase de leyes para borrarnos del mundo. Han confiscado o quemado nuestros libros, los han hecho traducir al castellano, al francés o al italiano, cambiando el nombre de sus autores». «No podemos construir un país libre con una historia secuestrada, con una memoria prisionera».
El presidente del Institut es Albert Codinas, empresario y licenciado en Historia contemporánea. Codinas es también vicepresidente de la Fundació Catalunya Estat, secretario de la Associació Catalunya 2014, vocal de la ejecutiva de la Associació Catalana d’Empreses del Lleure, l’Esport i la Cultura, cofundador de la Plataforma pel Dret de Decidir y exvocal de la ejecutiva del Cercle Català de Negocis. Según Codinas, «Castilla, que era bien poco relevante en la historia del mundo occidental hasta el Descubrimiento de América, ha chupado y saboteado la historia de los demás para justificar su autoridad». Sobre la Castilla de finales del siglo XV Codinas afirmó en 2015 que «era el reino más pobre de Europa» y que en su principal universidad, la Universidad de Salamanca, «con mucho trabajo, se podía encontrar dos o tres profesores que hablasen latín y muchos se expresaban en español bárbaramente».
Otro de los integrantes de la fundación es Víctor Cucurull, presidente de la Fundació Societat i Cultura,  miembro del secretariado nacional de la Asamblea Nacional Catalana y uno de los ideólogos de la «V» realizada en Barcelona para la Diada de Cataluña de 2014. Cucurull es conocido principalmente por el vídeo de su conferencia de junio de 2013 en Navás, que ha sido comentado por varios periódicos.
Otros integrantes del grupo son Pep Mayolas, autor de Erasme i la construcció catalana d'Espanya (2014), obra en la que defiende que Erasmo de Rotterdam era catalán e hijo de Cristóbal Colón, también catalán, y Pere Coll que en su libro Calder o la dramaturgia catalana al servei de la monarquia (2019) afirma que el dramaturgo Pedro Calderón de la Barca era catalán (el nombre Calderón de la Barca era un seudónimo tras el que se escondía Felip Ramon Calders).

## Ideas promovidas por el Instituto

De acuerdo con el autor Miquel Izquierdo i Perán del INH, el El caballero de la mano en el pecho de El Greco sería un retrato de Joan Miquel Servent, es decir, de Cervantes y de Shakespeare.

Según los investigadores del instituto, la Gioconda sería Isabel de Aragón y las montañas que se ven al fondo del cuadro serían las de Montserrat.

El Instituto considera que la historia de Cataluña ha sido manipulada y tergiversada —«historicidio»— desde el siglo XVI para favorecer la construcción de un concepto de estado español alejado del «protofederalismo» de la Corona de Aragón y próximo al «supremacismo» castellano de la Corona de Castilla. Al disminuir el protagonismo de Cataluña —o de la Corona de Aragón— en la historia colectiva española a través de la falsificación, la ocultación y la censura —y la «apropiación»— de ciertos episodios históricos, se favorecía la prevalencia de la ideología castellana a la hora de construir la idea del estado español naciente. Bilbeny no se fía de los libros de historia, grabados, etc. datados del siglo XVI en adelante, porque sospecha que han sido objeto de la censura y la manipulación.
La principal tesis del Instituto es la catalanidad del Descubrimiento de América, afirmando que Cristóbal Colón era catalán y que en realidad se llamaba Joan Colom i Bertran, nieto del fundador del primer banco público del mundo y antepasado directo del expresidente de la Generalidad, Artur Mas. El hijo de Joan Colom sería Erasmo de Róterdam, cuyo nombre auténtico sería Ferran. Como hijo de Colón, Erasmo era por parte de madre príncipe de Portugal y en el Elogio de la locura daba voz a Juana la Loca, tesis a las que se llega, a falta de documentos, «leyendo entre líneas». Toda la gesta del descubrimiento y la conquista habría sido hecha por catalanes, que serían los únicos que viajarían a América hasta 1518: Hernán Cortés en realidad era Ferran Cortès, un noble catalán, al igual que Francisco Pizarro, que en realidad sería Francesc Pinós De So i Carròs, y Diego de Almagro, cuyo nombre real sería Jaume d'Aragó-Dalmau; los barcos de Colon habrían salido del puerto de Pals y no de Palos; Amerigo Vespucci era en realidad Aymerich Despuig y era el cosmógrafo catalán de Colón; etc.
Sin embargo, la tesis del puerto de Pals recibió un total rechazo documental y técnico. Fue rechazada por Francesc Albardaner, Nito Verdera, Miquel Manubens y otros historiadores o investigadores del Centre d'Estudis Colombins, de Barcelona, defensores de la catalanidad del Almirante. Las distancias recorridas y la diversa documentación confirman que la expedición zarpó de Palos de la Frontera (Huelva), de donde eran naturales los hermanos Pinzón.
La actividad portuaria de Palos de la Frontera quedó demostrada, tanto por las prospecciones geofísicas realizadas en el antiguo Puerto de Palos por la Escuela Técnica Superior de Ingenieros de Minas de Madrid, entre 1989 y 1990, como por el estudio publicado por la Universidad de Huelva sobre el antiguo castillo y puerto de Palos de la Frontera. El historiador Julio Izquierdo Labrado publicó, en una de sus obras, algunos de los resultados del estudio, además de sus investigaciones sobre el puerto de Palos de la Frontera. También la difunta duquesa de Medina Sidonia, Luisa Isabel Álvarez de Toledo y Maura, conservadora del archivo de Medina Sidonia, indica que la elección de Palos de la Frontera no fue casual, sino que se debe a su antigua tradición marítima y a las cualidades de los marineros de Palos y la comarca del Tinto, que tantos servicios habían hecho a la corona durante la guerra de sucesión castellana.
Otra de las principales tesis del Instituto es la catalanidad de gran parte de la literatura castellana de los siglos XV y XVI. Así, Miguel de Cervantes sería en realidad Joan Miquel Servent, natural de Jijona, y el El Quijote sería una mala traducción del original en catalán, El Quixot; original que habría sido destruido por los castellanos. De hecho, de acuerdo con el autor Miquel Izquierdo i Perán del INH, Joan Miquel Servent acabaría huyendo de España y en Inglaterra publicaría sus obras bajo el seudónimo de «Shakespeare», siendo así que Servent, Cervantes y Shakespeare habrían sido la misma persona. También La Celestina y El lazarillo de Tormes, esta última obra sería de Joan Timoneda, habrían sido obras escritas originalmente en catalán, luego traducidas en Castilla y los originales destruidos. Garcilaso de la Vega en realidad sería Galceran de Cardona; Quevedo habría plagiado parte de su obra poética al rector de Valfogona; y santa Teresa de Jesús habría sido Teresa Enríquez de Cardona, abadesa del Monasterio de Pedralbes durante treinta años.
También han defendido la catalanidad de Miguel Servet, llamándolo «catalán universal», afirmando que «Vilanova de Sixena» era una «población catalana de administración aragonesa» —llegando a insinuar que Miguel Servet era padre de Miguel de Cervantes («Joan Miquel Servent», según el Instituto)—, y de el Cid, que habría sido un linaje de nobles catalanes que pasaba de padres a hijos. Otro de sus textos afirma que la primera universidad existente en la península ibérica fue la de Barcelona, antes que las de Salamanca y Palencia.
Una de las últimas tesis defendidas por el Instituto afirma que Leonardo da Vinci era catalán, lo que explican en el documental Desmontando a Leonardo. Según los investigadores del instituto, la Gioconda sería Isabel de Aragón y las montañas que se ven al fondo del cuadro serían las de Montserrat; el escudo de da Vinci sería muy similar al de la «casa real catalana»; el genio habría «naci[do] en realidad en alguna localidad cercana a Montserrat, como Manresa, Vich o La Garriga».
En otros ámbitos, han difundido la idea de que el diseño de la bandera de Estados Unidos se habría inspirado en la señera catalana, tesis sostenida por Joan Canadell, elegido en mayo de 2019 presidente de la Cámara de Comercio de Barcelona, afiliado a Crida Nacional per la República, que en agosto de 2017 pronunció una conferencia en la Universitat Nova Història en la que defendía también la influencia decisiva de Cataluña en la configuración de la Inglaterra de la segunda mitad del siglo XVI, y que comparó a los españoles con salvajes en un acto de partido, o que el flamenco es de origen catalán.

## Publicaciones
Ningún libro de los investigadores del INH ha sido editado por una editorial académica, y ningún artículo de ellos ha salido en una revista de erudición.
- Jordi Bilbeny (1998), Brevíssima Relació de la Destrucció de la Historia. Falsificació de la Descoberta Catalana d'Amèrica.
- Jordi Bilbeny (1999), La descoberta catalana d'Amèrica. Una reflexió sobre la manipulació de la Història.[89]
- David Bassa (2003), Totes les Preguntes sobre Cristòfor Colom. David Bassa entrevista Jordi Bilbeny.
- David Grau (2005), L'apropiació del descobriment d'Amèrica: una conspiració d'estat? (documental)[90]
- Cristòfor Colom (2006), Els viatges al Nou Món., ISBN 978-84-96563-02-5
- Jordi Bilbeny y David Grau (2006), Enigma Cervantes. (documental)[91]
- Jordi Bilbeny (2006), Cristòfor Colom. Príncep de Catalunya., ISBN 978-84-8437-833-4
- Jordi Bilbeny (2007), La vida de Llàtzer de Tormos. Estudi preliminar de Jordi Bilbeny., ISBN 978-84-9653-51-3
- Xevi Mató (2009), 42º: La història prohibida. (documental)[92]
- Jordi Bilbeny (2010), El dit d'En Colom., ISBN 978-84-965-6390-2
- Jordi Bilbeny (2010), Petit Manual de la Descoberta Catalana d'Amèrica.
- Pilar Montoliu (2011), Colom i la casa Reial Catalana. (documental)[93]
- Pep Mayolas (2011), La Princesa a l'exili. Felipa de Coïmbra i d'Urgell (1435-1497)., ISBN 978-8496563995
- Lluís Maria Mandado (2012), El 'Quixote' va esborrar el 'Quixot'.
- Enric Guillot (2012), Descoberta i conquesta catalana d'Amèrica.
- Lluís M. Mandado y Pep Mayolas (2013), Del Ter al Túria. Ports de partida a Amèrica.
- Pep Mayolas (2013), Fins que En Colom begui a galet.
- Pep Mayolas (2014), Erasme i la construcció catalana d'Espanya.
- Daniel de la Orden (2014), Desmuntant Leonardo (documental)[94]
- Miquel Izquierdo (2016), Shakespeare és Cervantes.[71][95]

## Críticas desde el ámbito académico
El mundo académico ha desdeñado de forma unánime los trabajos de los miembros del Institut Nova Història, pero, como ya ocurrió con el caso del «revisionismo» español, no se preocupó en rebatir sus «extravagantes» teorías por creer que eso sería concederles notoriedad. De esto se ha quejado Alberto Reig Tapia: «Son muy pocos que sepamos, diríamos que contables con los dedos de una mano, los historiadores catalanes serios que se han manifestado críticamente con este fenómeno al que, sin embargo, no se le ha prestado la debida atención por diversas causas».
Hubo que esperar siete años desde la fundación del Institut, para que apareciera la primera crítica académica. Fue obra de Angel Casal Martínez, profesor del Departamento de Historia Moderna de la Universidad de Barcelona, que publicó un artículo en la edición catalana del diario El País del 26 de noviembre de 2014 titulado La quimera substituint la Història (‘La quimera sustituyendo a la historia’).
El artículo comenzaba advirtiendo que la cuestión de la supuesta catalanidad de Cristóbal Colón, uno de los temas estrella del Institut, no era algo nuevo y que la idea provenía del peruano Luis Ulloa cuya obra publicada en 1927 fue traducida inmediatamente al catalán (Cristòfor Colom fou català. La veritable gènesi del Descobriment). Además recordaba que en 1989 un grupo de seguidores de las teorías de Ulloa había constituido, bajo el impulso de Òmnium Cultural, el Centre d’Estudis Colombins. Su objetivo era identificar al Colón catalán, pero nunca lo consiguió, aunque sí que llegó a poner en cuestión la hipótesis de su origen genovés.
A continuación Casal Martínez hacía un repaso de los personajes «catalanizados», además de Colón, por los miembros del Institut y de las dos organizaciones hermanas, la Fundació d’Estudis Històrics de Catalunya (2004) y el Cercle Català d’Història (2008): Miguel de Cervantes (convertido en Sirvent), Americo Vespuccio (convertido en Despuig), Hernán Cortés (convertido en Ferran Cortés), o Bartolomé de las Casas (Bartomeu Casaus), entre muchos otros. La «prueba» que aportaban es que había existido una manipulación a gran escala y durante siglos de los documentos llevada a cabo por España. Casal Martínez puntualizaba: «Como pasa con todas las teorías conspirativas, si se acepta la premisa es imposible la discusión: la ausencia de pruebas se convierte en la mejor prueba de que se han eliminado pruebas. Y lo que esto lleva añadido: hace imposible el conocimiento cierto a partir de los documentos y hay que fiarlo todo a la intuición y a la deducción».
Sobre su método de trabajo Casal Martínez escribió: «Cuando se leen los diversos trabajos de los socios de estas entidades, es fácil comprobar que muchos desconocen los contextos históricos y la bibliografía general. Muy pocos tienen formación de historiador. Decir, por ejemplo, que la finalidad de Colón era crear una nueva Cataluña en América con los catalanes que habían luchado contra los Trastámaras es, simplemente, no saber nada de la guerra civil de 1462. Han creado una historia propia en la cual Cataluña nunca padeció una crisis en el siglo XIV, se recuperó con facilidad de diez años de guerra civil en el XV, y fue la primera potencia mundial, como demostraría la larga estancia del emperador Carlos V en 1519 ―identificado en una de las jornadas de Arenys con “el Imperio Universal Catalán”―. En esta realidad paralela las grandes gestas culturales o militares atribuidas a Castilla son en realidad obra de catalanes». 
Después de constatar el amplio eco que habían conseguido en ciertos sectores de la sociedad catalana -especialmente entre el independentismo-, lo que consideraba «la parte más preocupante del fenómeno» pues ponía de manifiesto «la incultura histórica de nuestra sociedad», Casal Martínez recordaba que la historia, como disciplina científica con sus «marcos teóricos y un método para conseguir conocimientos», «no es el refugio de la simple opinión y de la suposición. Despreciar la investigación académica y rigurosa que hacen centenares ―¡y no solo desde la universidad!― de historiadores catalanes para sustituirla por teorías más o menos pintorescas para difundirlas sin ningún tipo de contraste solo sirve para desacreditar culturalmente un país. Un lujo que Cataluña nunca se ha podido permitir». 
Año y medio después del artículo de Casal, el antropólogo e historiador Gustau Nerín, publicaba una reseña del libro de Miquel Izquierdo Shakespeare és Cervantes. Joan Miquel Sirvent, l’escriptor emmascarat en la que su autor pretendía haber demostrado que Shakespeare y Cervantes eran la misma persona: Joan Miquel Sirvent.
En su reseña Nerín escibió: «Aquello que más sorprende en el libro, desde el principio, es que 90 de las 160 páginas no estén consagradas al tema central que indica el título, sino a presentar 'claves históricas' sobre el periodo. La finalidad sería demostrar que toda la historia española de los siglos XV y XVI es una gran falsificación. La otra cosa que sorprende es la precariedad de las notas a pie de página y del aparato bibliográfico. Si bien el autor muestra haber leído materiales sobre Shakespeare y Cervantes, no se esfuerza en aportar los pasos básicos que ha seguido para formular sus teorías. Y, en realidad, las fuentes que apunta son de calidad muy diversa (por ejemplo da mucha importancia al libro Who wrote Don Quixote, de Francis Carr, un texto muy desacreditado)».
Nerín señalaba también que las «pruebas» que presentaba sobre sus teorías eran «coyunturales», como «la coincidencia en la muerte de ambos personajes»,  y que otras eran «muy forzadas» como la de aventurarse a «asegurar que William es un nombre simbólico; Will-I-am sería Sóc y seré, una afirmación muy catalana». Asimismo, Nerín aseguraba que «las lecturas de Izquierdo son muy sesgadas». La reseña acababa con la siguiente conclusión: «Este libro es, pues, un ‘’divertimento’’ con pretensiones de gran renovación historiográfica y literaria y de manifiesto político nacionalista. Al fin, después de 160 páginas, ante el fiasco de la renovación intelectual, tan sólo queda el 'divertimento'».
En noviembre de 2017 el politólogo Josep Maria Colomer publicaba en el diario El País un artículo titulado “Lo mejor del ‘procés’” en el que calificaba a los autores del Institut como «sátiros historietistas». «Sostienen estos sátiros que la primera expedición con las tres carabelas no salió del puerto de Palos, sino de la playa de Pals. Pensándolo bien: ¿por qué habrían de zarpar desde el Atlántico pudiendo hacerlo desde la Costa Brava y así disfrutar del placer de circundar media península antes de salir al océano? Hernán Cortés se llamaba Alfons Felip de Gurrea i Aragó, hijo de Torrelles de Llobregat; supongo que por eso en México hablan catalán. En realidad, Miguel de Cervantes era de Xixona, se llamaba Miquel Servent y escribió En Quixot. Santa Teresa de Jesús no era de Ávila, sino de Barcelona, donde fue abadesa del Monasterio de Pedralbes. Pero la grandeza de los catalanes no se detiene en España. Servent acabó huyendo a Inglaterra, donde publicó sus obras bajo el pseudónimo de 'Shakespeare'. Leonardo no era da Vinci, sino de Vinçà, la Gioconda era Isabel de Aragón y las montañas que se ven al fondo del cuadro son Montserrat. Por supuesto, el gran Erasmus de Rotterdam no podía ser más que catalán, de hecho ¡hijo de Colom!».
A continuación Colomer señalaba que «naturalmente, los historietistas no han pretendido publicar nada en revistas o editoriales académicas», y que «a medida que el ‘’procés’’ independentista se iba embalando, los historietistas fueron aumentando la frecuencia y la audacia de sus descubrimientos…» Como conclusión Colomer afirmaba: «Los sátiros historietistas saben lo que se hacen. En una entrevista, se preguntó a Pep Mayolas: “Si no hay documentos, ¿cómo llega a estas conclusiones?”. A lo que contestó: “Se trata de leer entre líneas, guiarse solo por el instinto y por el conocimiento del terreno”».
A principios de 2020 se publicó el primer libro escrito por historiadores de diversas universidades catalanas ―y de la valenciana Universitat Jaume I― que se ocupaba de la «pseudohistoria» del Institut. Era una obra coordinada por Vicent Baydal y Cristian Palomo titulada Pseudohistòria contra Catalunya. De l'espanyolisme a la Nova Història. En la reseña del libro que escribió en el diario El País Patricia R. Blanco se decía lo siguiente: «Pseudohistòria contra Catalunya evidencia cómo los estudios de la fundación creada por Jordi Bilbeny se basan, al igual que los que defienden el terraplanismo o el creacionismo frente al evolucionismo, en lo que los anglosajones denominan cherry picking o falacia de supresión de pruebas: si alguien muestra en todo momento tres cerezas azules, quienes solo vean estas cerezas pensarán que es un fruto de color azul. Aplicado a una supuesta investigación científica, consiste en seleccionar solo los datos que apoyan una postura e ignorar cualquier evidencia que la contradiga».
Un año después, el historiador y politólogo Alberto Reig Tapia, de la Universidad Rovira i Virgili, le dedicaba a los autores del Institut dos capítulos completos ―y diversas alusiones en muchos otros― de su libro El desafío secesionista catalán. El pasado de una ilusión. En él Reig Tapia calificaba a los miembros del Institut como historietógrafos, un término que ya había empleado para referirse a los autores ‘’revisionistas’’ españoles con los que sus colegas catalanes presentaban numerosas similitudes. Reig Tapia explicaba que utilizaba el término «historietografía para evitar confusiones con el siempre saludable revisionismo que obligadamente practican los auténticos profesionales de la historia».
Reig Tapia comenzaba analizando la declaración de principios Qui som (‘Quiénes somos’) del Institut, que consideraba «una ridícula muestra de jerga pseudocientífica con la que se trata de ocultar la inanidad de sus propuestas y de sus métodos pretendidamente historiográficos». Y a continuación se refería a la concesión en 2013 por parte de Esquerra Republicana de Cataluña del Premi Nacional President Lluís Companys al Institut por el «carácter innovador de su investigación y su compromiso con el conocimiento de la historia de Catalunya», lo que consideraba un «vergonzoso e injustificable apoyo que ya no podrá abandonarlos nunca».
Según Reig Tapia los autores del Institut son «unos pretendidos nuevos y renovadores historiadores nacionalistas catalanes que elevan a cotas aún más inalcanzables la manipulación de la historia de España lanzando hipótesis que pretender ser historiográficamente 'revolucionarias', pero que entran en abierta contradicción con el 'estado de la cuestión' y la Evidencia Primaria Relevante de Época correspondiente más actualizada que establecen los verdaderos profesionales de la historia». «La escandalosa manipulación del caso de Teresa de Ávila, si fuera un caso aislado sería apenas motivo de chanza y general divertimento, pero es que, desgraciadamente, responde a todo un plan de acción destinado a tratar de triturar la historia de España que han contribuido a engrandecer tantas y tantas figuras catalanas sin necesidad de recurrir a estas burdas manipulaciones».
Reig Tapia concluía: «Con este género de manipulaciones se trata simplemente de “construir un relato de auténtica historia ficción” al servicio de la catalanización de la historia de España totalmente carente del más mínimo escrúpulo. No por casualidad todos estos burdos falsificadores de la historia militan todos en el independentismo».
En el mismo sentido, el profesor de la Universidad de Barcelona y escritor José María Asencio, en su publicación Calderó del Vaixell, de finales de 2021, denunciaba la manipulación de la historia por parte de los integrantes del Institut, a quienes calificaba de actores orwellianos que pretendían apropiarse, por motivos estrictamente políticos, de los artistas difuntos y de sus obras:

Mientras en las universidades de nuestro país los docentes universitarios trabajan arduo durante años para obtener una plaza, hay otros sujetos que, a través de sus ensoñaciones propias de un genio de la comedia, se ríen de nuestra cultura y de nuestra Historia.